# ميكيو أوكي
ميكيو أوكي (باليابانية: 青木 幹雄 أوكي ميكيو) (8 يونيو 1934 - 11 يونيو 2023) سياسي ياباني شغل منصب رئيس الوزراء الياباني مؤقتًا.